# Cegielnia (Silésie)
Pour les articles homonymes, voir Cegielnia.
Cegielnia (prononciation : [t͡sɛˈɡʲɛlɲa]) est une localité polonaise de la gmina de Mstów, située dans le powiat de Częstochowa en voïvodie de Silésie.